# Нерица (река)
Нерица (на руски: Нерица) е река в Република Коми на Русия, ляв приток на Печора. Дължина 203 km. Площ на водосборния басейн 3140 km².
Река Нерица води началото си на 306 m н.в. във Верхневимските височини на Тиманското възвишение. По цялото си протежение тече в посока север-североизток в широка, силно залесена и заблатена долина, в която меандрира. Влива се отляво в река Печора, при нейния 451 km, на 11 m н.в., на 4 km западно от устието на река Ижма. Основни притоци: леви – Максара (69 km); десни – Зоежемская (90 km). Има смесено подхранване с преобладаване на снежното, с ясно изразено пролетно пълноводие през месец май. Заледява се в края на октомври или началото на ноември, а се размразява в началото на май. По течението ѝ има само три постоянни населени места – селата Черногорская, Илинка и Нерица.